# Ronde van Spanje 2020
De 75e editie van de Ronde van Spanje was een meerdaagse wielerwedstrijd in Spanje, die van 20 oktober tot en met 8 november 2020 werd verreden.
De strijd om het algemeen klassement ging voornamelijk tussen de Sloveen Primož Roglič en de Ecuadoraan Richard Carapaz. De ronde werd uiteindelijk voor het tweede jaar op rij gewonnen door Roglič, die tevens vier etappes en het puntenklassement won. Er werden drie etappezeges behaald door Belgen (Jasper Philipsen en tweemaal Tim Wellens), maar geen enkele door een Nederlander. Wout Poels eindigde als zesde in het eindklassement.

## Parcourswijzigingen
Deze Vuelta stond aanvankelijk gepland van 14 augustus tot en met 6 september 2020. De drie weken durende grote ronde zou van start gaan in het Nederlandse Utrecht en traditiegetrouw eindigen in de Spaanse hoofdstad Madrid. Door de coronapandemie was het echter niet mogelijk om in de oorspronkelijke periode te koersen. Op 29 april 2020 werd tevens bekend dat door invloed van deze pandemie een start in Utrecht onmogelijk zou zijn. Later die dag verklaarde de organisatie dat met het Baskische Irun een alternatieve startplaats gevonden was. Verder zou de ronde nog maar uit 18 etappes bestaan. Op 5 mei maakte de UCI bekend dat de ronde zou starten op 20 oktober en zou eindigen op 8 november 2020. Het was de eerste keer sinds 1961 dat de start van de Vuelta in het Baskenland plaatsvond.
De zesde etappe, die het peloton naar Frankrijk zou voeren, moest vanwege de coronapandemie sterk worden gewijzigd: de geplande beklimming van de Col d'Aubisque en de slotklim naar de Col du Tourmalet werd door de Franse autoriteiten verboden. De Tourmalet zou het hoogste punt van deze Vuelta zijn, maar dit werd nu de Alto de la Covatilla in de voorlaatste etappe.

## Deelnemende ploegen
De negentien World-Tour ploegen hadden automatisch startrecht en de organisatie deelde verder drie wildcards uit. 

## Etappe-overzicht
| Datum      | Etappe                     | Start – finish                             | Afstand (in km)            | Type                       | Winnaar                    | Ploeg                      | Klassementsleider          |
| ---------- | -------------------------- | ------------------------------------------ | -------------------------- | -------------------------- | -------------------------- | -------------------------- | -------------------------- |
| 20 oktober | 1                          | Irun – Arrate (Eibar)                      | 169,5                      | Heuvelrit                  | Primož Roglič              | Team Jumbo-Visma           | Primož Roglič              |
| 21 oktober | 2                          | Pamplona – Lekunberri                      | 151                        | Heuvelrit                  | Marc Soler                 | Movistar Team              | Primož Roglič              |
| 22 oktober | 3                          | Lodosa – La Laguna Negra de Vinuesa        | 163,8                      | Heuvelrit                  | Daniel Martin              | Israel Start-Up Nation     | Primož Roglič              |
| 23 oktober | 4                          | Garray – Ejea de los Caballeros            | 190                        | Vlakke rit                 | Sam Bennett                | Deceuninck–Quick-Step      | Primož Roglič              |
| 24 oktober | 5                          | Huesca – Sabiñánigo                        | 185,5                      | Heuvelrit                  | Tim Wellens                | Lotto Soudal               | Primož Roglič              |
| 25 oktober | 6                          | Biescas – Col du Tourmalet Aramón Formigal | 169,5 146,4                | Bergrit                    | Jon Izagirre               | Astana Pro Team            | Richard Carapaz            |
| 26 oktober | Rustdag in Vitoria-Gasteiz | Rustdag in Vitoria-Gasteiz                 | Rustdag in Vitoria-Gasteiz | Rustdag in Vitoria-Gasteiz | Rustdag in Vitoria-Gasteiz | Rustdag in Vitoria-Gasteiz | Rustdag in Vitoria-Gasteiz |
| 27 oktober | 7                          | Vitoria-Gasteiz – Villanueva de Valdegovia | 160,4                      | Heuvelrit                  | Michael Woods              | EF Education First         | Richard Carapaz            |
| 28 oktober | 8                          | Logroño – Alto de Moncalvillo              | 164,5                      | Bergrit                    | Primož Roglič              | Team Jumbo-Visma           | Richard Carapaz            |
| 29 oktober | 9                          | Castrillo del Val – Aguilar de Campoo      | 163,6                      | Vlakke rit                 | Pascal Ackermann           | BORA-hansgrohe             | Richard Carapaz            |
| 30 oktober | 10                         | Castro Urdiales – Suances                  | 187,4                      | Vlakke rit                 | Primož Roglič              | Team Jumbo-Visma           | Primož Roglič              |
| 31 oktober | 11                         | Villaviciosa – Alto de la Farrapona        | 170,2                      | Bergrit                    | David Gaudu                | Groupama-FDJ               | Primož Roglič              |
| 1 november | 12                         | La Pola Laviana – Alto de El Angliru       | 109,2                      | Bergrit                    | Hugh Carthy                | EF Education First         | Richard Carapaz            |
| 2 november | Rustdag in A Coruña        | Rustdag in A Coruña                        | Rustdag in A Coruña        | Rustdag in A Coruña        | Rustdag in A Coruña        | Rustdag in A Coruña        | Rustdag in A Coruña        |
| 3 november | 13                         | Muros – Mirador de Ézaro                   | 33,5                       | Klimtijdrit                | Primož Roglič              | Team Jumbo-Visma           | Primož Roglič              |
| 4 november | 14                         | Lugo – Ourense                             | 205,8                      | Heuvelrit                  | Tim Wellens                | Lotto Soudal               | Primož Roglič              |
| 5 november | 15                         | Mos – Puebla de Sanabria                   | 230,8                      | Heuvelrit                  | Jasper Philipsen           | UAE Team Emirates          | Primož Roglič              |
| 6 november | 16                         | Salamanca – Ciudad Rodrigo                 | 177,7                      | Heuvelrit                  | Magnus Cort                | EF Education First         | Primož Roglič              |
| 7 november | 17                         | Sequeros – Alto de la Covatilla            | 175,8                      | Bergrit                    | David Gaudu                | Groupama-FDJ               | Primož Roglič              |
| 8 november | 18                         | Hipódromo de la Zarzuela – Madrid          | 125,4                      | Vlakke rit                 | Pascal Ackermann           | BORA-hansgrohe             | Primož Roglič              |

## Klassementenverloop
| Etappe      | Winnaar          | Algemeen klassement | Puntenklassement     | Bergklassement   | Jongerenklassement | Ploegenklassement | Groen rugnummer    |
| 1           | Primož Roglič    | Primož Roglič       | Primož Roglič1, 2, 3 | Sepp Kuss        | Enric Mas          | Team Jumbo-Visma  | Jetse Bol          |
| 2           | Marc Soler       | Primož Roglič       | Primož Roglič1, 2, 3 | Richard Carapaz  | Enric Mas          | Team Jumbo-Visma  | Gonzalo Serrano    |
| 3           | Daniel Martin    | Primož Roglič       | Primož Roglič1, 2, 3 | Richard Carapaz  | Enric Mas          | Team Jumbo-Visma  | Willie Smit        |
| 4           | Sam Bennett      | Primož Roglič       | Primož Roglič1, 2, 3 | Richard Carapaz  | Enric Mas          | Team Jumbo-Visma  | Jesús Ezquerra     |
| 5           | Tim Wellens      | Primož Roglič       | Primož Roglič1, 2, 3 | Tim Wellens      | Enric Mas          | Team Jumbo-Visma  | Guillaume Martin   |
| 6           | Jon Izagirre     | Richard Carapaz     | Primož Roglič1, 2, 3 | Tim Wellens      | Enric Mas          | Movistar Team     | Gorka Izagirre     |
| 7           | Michael Woods    | Richard Carapaz     | Primož Roglič1, 2, 3 | Guillaume Martin | Enric Mas          | Movistar Team     | Alejandro Valverde |
| 8           | Primož Roglič    | Richard Carapaz     | Primož Roglič1, 2, 3 | Guillaume Martin | Enric Mas          | Movistar Team     | Stan Dewulf        |
| 9           | Pascal Ackermann | Richard Carapaz     | Primož Roglič1, 2, 3 | Guillaume Martin | Enric Mas          | Movistar Team     | Juan Felipe Osorio |
| 10          | Primož Roglič    | Primož Roglič       | Primož Roglič1, 2, 3 | Guillaume Martin | Enric Mas          | Movistar Team     | Alex Molenaar      |
| 11          | David Gaudu      | Primož Roglič       | Primož Roglič1, 2, 3 | Guillaume Martin | Enric Mas          | Movistar Team     | Marc Soler         |
| 12          | Hugh Carthy      | Richard Carapaz     | Primož Roglič1, 2, 3 | Guillaume Martin | Enric Mas          | Movistar Team     | Guillaume Martin   |
| 13          | Primož Roglič    | Primož Roglič       | Primož Roglič1, 2, 3 | Guillaume Martin | Enric Mas          | Movistar Team     | niet uitgereikt    |
| 14          | Tim Wellens      | Primož Roglič       | Primož Roglič1, 2, 3 | Guillaume Martin | Enric Mas          | Movistar Team     | Marc Soler         |
| 15          | Jasper Philipsen | Primož Roglič       | Primož Roglič1, 2, 3 | Guillaume Martin | Enric Mas          | Movistar Team     | Guillaume Martin   |
| 16          | Magnus Cort      | Primož Roglič       | Primož Roglič1, 2, 3 | Guillaume Martin | Enric Mas          | Movistar Team     | Rémi Cavagna       |
| 17          | David Gaudu      | Primož Roglič       | Primož Roglič1, 2, 3 | Guillaume Martin | Enric Mas          | Movistar Team     | Marc Soler         |
| 18          | Pascal Ackermann | Primož Roglič       | Primož Roglič1, 2, 3 | Guillaume Martin | Enric Mas          | Movistar Team     | niet uitgereikt    |
| Eindstanden | Eindstanden      | Primož Roglič       | Primož Roglič        | Guillaume Martin | Enric Mas          | Movistar Team     | Rémi Cavagna       |

1 De groene trui werd in de tweede, de elfde en de veertiende t/m de achttiende etappe gedragen door Richard Carapaz, de nummer twee in het klassement achter rodetruidrager Primož Roglič.
2 De groene trui werd in de derde etappe gedragen door Daniel Martin, de nummer drie in het klassement achter rodetruidrager Primož Roglič en bolletjestruidrager Richard Carapaz.
3 De groene trui werd in de vierde, vijfde en twaalfde etappe gedragen door Daniel Martin, de nummer twee in het klassement achter rodetruidrager Primož Roglič.

## Eindklassementen

### Algemeen klassement
| Plaats    | Naam                | Ploeg                  | Tijd       |
| --------- | ------------------- | ---------------------- | ---------- |
| Rode trui | Primož Roglič       | Team Jumbo-Visma       | 72u46'12"  |
| 2         | Richard Carapaz     | Team INEOS Grenadiers  | + 24"      |
| 3         | Hugh Carthy         | EF Education First     | + 1'15"    |
| 4         | Daniel Martin       | Israel Start-Up Nation | + 2'43"    |
| 5         | Enric Mas           | Movistar Team          | + 3'36"    |
| 6         | Wout Poels          | Bahrain McLaren        | + 7'16"    |
| 7         | David de la Cruz    | UAE Team Emirates      | + 7'35"    |
| 8         | David Gaudu         | Groupama-FDJ           | + 7'45"    |
| 9         | Felix Großschartner | BORA-hansgrohe         | + 8'15"    |
| 10        | Alejandro Valverde  | Movistar Team          | + 9'34"    |
|           |                     |                        |            |
| 24        | Kobe Goossens       | Lotto Soudal           | + 1u02'57" |

### Nevenklassementen
| Puntenklassement |                  |                        |        |
| Plaats           | Naam             | Ploeg                  | Punten |
| Groene trui      | Primož Roglič    | Team Jumbo-Visma       | 204    |
| 2                | Richard Carapaz  | Team INEOS Grenadiers  | 133    |
| 3                | Daniel Martin    | Israel Start-Up Nation | 111    |
|                  |                  |                        |        |
| 7                | Jasper Philipsen | UAE Team Emirates      | 80     |
| 15               | Wout Poels       | Bahrain McLaren        | 56     |

| Bergklassement        |                  |                       |        |
| Plaats                | Naam             | Ploeg                 | Punten |
| Bolletjestrui (blauw) | Guillaume Martin | Cofidis               | 99     |
| 2                     | Tim Wellens      | Lotto Soudal          | 34     |
| 3                     | Richard Carapaz  | Team INEOS Grenadiers | 30     |
|                       |                  |                       |        |
| 29                    | Thymen Arensman  | Team Sunweb           | 5      |

| Jongerenklassement |                  |                 |           |
| Plaats             | Naam             | Ploeg           | Tijd      |
| Witte trui         | Enric Mas        | Movistar Team   | 72u49'48" |
| 2                  | David Gaudu      | Groupama-FDJ    | + 4'09"   |
| 3                  | Aleksandr Vlasov | Astana Pro Team | + 6'00"   |

| Ploegenklassement |                  |            |
| Plaats            | Ploeg            | Tijd       |
| 1                 | Movistar Team    | 218u37'21" |
| 2                 | Team Jumbo-Visma | + 10'23"   |
| 3                 | Astana Pro Team  | + 40'09"   |

1e etappe ·
2e etappe ·
3e etappe ·
4e etappe ·
5e etappe ·
6e etappe ·
7e etappe ·
8e etappe ·
9e etappe ·
10e etappe ·
11e etappe ·
12e etappe ·
13e etappe ·
14e etappe ·
15e etappe ·
16e etappe ·
17e etappe ·
18e etappe
Startlijst · Eindstanden · Afbeeldingen
 winnaars · rode trui · 
 puntenklassement · 
 bergklassement · 
 combinatieklassement · 
 jongerenklassement · 
 ploegenklassement · 
 strijdlust

 Belgische leiderstruidragers · etappewinnaars

 Nederlandse leiderstruidragers · etappewinnaars
1935 · 1936 · 1937 · 1938 · 1939 · 1940 · 1941 · 1942 · 1943 · 1944 · 1945 · 1946 · 1947 · 1948 · 1949 · 1950 · 1951 · 1952 · 1953 · 1954 · 1955 · 1956 · 1957 · 1958 · 1959 · 1960 · 1961 · 1962 · 1963 · 1964 · 1965 · 1966 · 1967 · 1968 · 1969 · 1970 · 1971 · 1972 · 1973 · 1974 · 1975 · 1976 · 1977 · 1978 · 1979 · 1980 · 1981 · 1982 · 1983 · 1984 · 1985 · 1986 · 1987 · 1988 · 1989 · 1990 · 1991 · 1992 · 1993 · 1994 · 1995 · 1996 · 1997 · 1998 · 1999 · 2000 · 2001 · 2002 · 2003 · 2004 · 2005 · 2006 · 2007 · 2008 · 2009 · 2010 · 2011 · 2012 · 2013 · 2014 · 2015 · 2016 · 2017 · 2018 · 2019 · 2020 · 2021 · 2022 · 2023 · 2024 · 2025
Tour Down Under ·
Great Ocean Road Race ·
Ronde van de Verenigde Arabische Emiraten ·
Omloop Het Nieuwsblad ·
Parijs-Nice · 
Strade Bianche ·
Ronde van Polen ·
Milaan-San Remo ·
Ronde van Lombardije ·
Critérium du Dauphiné ·
Bretagne Classic ·
Ronde van Frankrijk ·
Tirreno-Adriatico · 
BinckBank Tour ·
Waalse Pijl ·
Ronde van Italië ·
Luik-Bastenaken-Luik ·
Gent-Wevelgem ·
Ronde van Vlaanderen ·
Ronde van Spanje ·
Driedaagse Brugge-De Panne

afgelaste wedstrijden: Parijs-Roubaix ·
Ronde van Guangxi ·
Ronde van Catalonië ·
E3 BinckBank Classic ·
Dwars door Vlaanderen ·
Ronde van het Baskenland ·
Eschborn-Frankfurt ·
Ronde van Romandië ·
Ronde van Zwitserland ·
Clásica San Sebastián ·
RideLondon Classic ·
EuroEyes Cyclassics ·
GP Quebec ·
GP Montreal ·
Amstel Gold Race